# Alucinação - Belchior
Alucinação é uma minissérie brasileira produzida pela Urca Filmes, Canal Brasil em parceria com o Globoplay. A produção biográfica retrata a vida e a carreira de Belchior, um dos mais icônicos cantores e compositores da música popular brasileira. A série tem como protagonista Luiz Carlos Vasconcelos, que interpreta o músico em sua fase adulta. O nome da série é inspirado no disco Alucinação.

## Enredo
A minissérie acompanha a trajetória de Antônio Carlos Gomes Belchior Fontenelle Fernandes, mais conhecido como Belchior, desde sua juventude em Sobral, no Ceará, passando por sua experiência com os freis capuchinhos no mosteiro de Guaramiranga, até sua ascensão como um dos principais nomes da MPB. Ao longo da narrativa, são explorados momentos marcantes de sua vida pessoal e profissional, incluindo suas relações com outros artistas, os desafios enfrentados em sua carreira e o desaparecimento e autoexílio.

## Elenco
Fonte:
- Carlos Vasconcelos como Belchior
- Caian Zattar como Jovem Belchior
- Lua Martins como Amelinha
- Mateus Honori como Rodger Rogério
- Larissa Goes como Teti
- Pedro Fasanaro como Ednardo
- Isabela Garcia como Edna
- Vinícius Cafer como Fagner
- Italo Rui como Jorge Melo
- Alli Willow como Angela
- Kennedy Saldanha como Frei Zoti

## Produção
A série Alucinação é uma ficção que narra a trajetória de Belchior, cantor e compositor brasileiro. A produção é baseada no livro Belchior: Apenas um rapaz latino-americano, de Jotabê Medeiros, e tem direção de Eduardo Albergaria e produção de Leo Edde, os mesmos responsáveis pelo sucesso nosso sonho, que contou a história dos funkeiros Claudinho e Buchecha.
Os atores Caian Zattar e Luiz Carlos Vasconcelos interpretam Belchior em diferentes fases de sua vida, enquanto Isabela Garcia foi escalada para interpretar Edna Assunção Araújo, companheira do cantor durante seu desaparecimento, o que gerou a famosa pergunta “Onde está Belchior?”.
A série tem como foco a transformação de Antônio Carlos, nome de nascimento do artista, em Belchior, destacando não apenas sua carreira musical, mas também sua vida pessoal e os desafios que enfrentou. As filmagens ocorreram no Ceará, estado que tem grande importância na formação do cantor. Alucinação será exibida pelo Canal Brasil em 2025.